# Sansom Park (Texas)
Sansom Park es una ciudad ubicada en el condado de Tarrant en el estado estadounidense de Texas. En el Censo de 2010 tenía una población de 4686 habitantes y una densidad poblacional de 1.457,92 personas por km².

## Geografía
Sansom Park se encuentra ubicada en las coordenadas 32°48′10″N 97°24′7″O / 32.80278, -97.40194. Según la Oficina del Censo de los Estados Unidos, Sansom Park tiene una superficie total de 3.21 km², de la cual 3.21 km² corresponden a tierra firme y (0%) 0 km² es agua.

## Demografía
Según el censo de 2010, había 4686 personas residiendo en Sansom Park. La densidad de población era de 1.457,92 hab./km². De los 4686 habitantes, Sansom Park estaba compuesto por el 68.89% blancos, el 1.34% eran afroamericanos, el 1.13% eran amerindios, el 0.73% eran asiáticos, el 0.02% eran isleños del Pacífico, el 25.12% eran de otras razas y el 2.77% pertenecían a dos o más razas. Del total de la población el 54.69% eran hispanos o latinos de cualquier raza.